# Capilla de Karl Scheibler
La capilla de Karl Scheibler (en polaco: Kaplica Karola Scheiblera) está situada al lado del antiguo cementerio evangélico Augsburgo en la calle Ogrodowa 43, se trata de una importante obra arquitectónica en el viejo Łódź, en Polonia. 
Łódź es conocida por sus monumentos arquitectónicos que forman un registro del patrimonio de la ciudad, en particular de su desarrollo único del siglo XIX. La capilla y el mausoleo de Karl Scheibler son ejemplos de la arquitectura de esa época. 
Karl Wilhelm Scheibler (1820-1881) fue un magnate industrial que levantó el perfil de Łódź dentro de la industria textil de Europa. Él creó un gran imperio industrial.